# Кыпиново (Великотырновская область)
Кыпиново (болг. Къпиново) — село в Болгарии. Находится в Великотырновской области, входит в общину Велико-Тырново. Население составляет 362 человека (2022).

## Политическая ситуация
В местном кметстве Кыпиново, в состав которого входит Кыпиново, должность кмета (старосты) до 2011 года исполнял Михайло Райков Иванов (независимый) по результатам выборов 2007 года в правление кметства.
Кмет (мэр) общины Велико-Тырново — Даниел Панов (Граждане за европейское развитие Болгарии (ГЕРБ)) по результатам выборов 2011 года в правление общины.